# Pascha 2000
Pascha 2000 – trzeci album studyjny polskiej supergrupy 2Tm2,3 wydany 27 kwietnia 2000 roku nakładem oficyny Metal Mind Productions.
Do utworów "Shalom", "Psalm 40", "Psalm 130", "Psalm 23" nakręcono teledyski. Grupa otrzymała za płytę nominację do nagrody Fryderyk 2000 w kategorii Album roku – hard & heavy.

## Lista utworów
1. "Shalom" – 2:49
2. "Psalm 40" – 3:49
3. "Psalm 122" – 4:35
4. "Szema Izrael" – 3:35
5. "List do Kościoła" – 3:25
6. "Psalm 23" – 3:22
7. "Nie lękaj się" – 4:29
8. "Pozwólcie dzieciom" – 3:15
9. "Gdzie ona jest?" – 3:06
10. "Effatha" – 4:08
11. "Psalm 130" – 5:21

## Twórcy
Muzycy
- Robert "Litza" Friedrich – gitara, śpiew
- Dariusz "Maleo" Malejonek – śpiew
- Tomasz "Budzy" Budzyński – śpiew
- Joszko Broda – śpiew, fujarki, drumla, róg
- Beata Polak – perkusja
- Piotr "Stopa" Żyżelewicz – perkusja
- Krzysztof "Dr Kmieta" Kmiecik – gitara basowa
- Angelika Górny – śpiew, klawisz
- Robert "Drężmak" Drężek – gitara, śpiew
- Paweł Klimczak – gitara
- Marcin Pospieszalski – gitara basowa

Inni
- Sebastian Włodarczyk – nagrania
- Marcin Matysiak – asystent nagrań
- Adam Toczko – produkcja muzyczna, mastering